# Кубинско-польские отношения
Кубинско-польские отношения — двусторонние дипломатические отношения между Кубой и Польшей. Государства являются членами Всемирной торговой организации и Организации Объединённых Наций.

## История

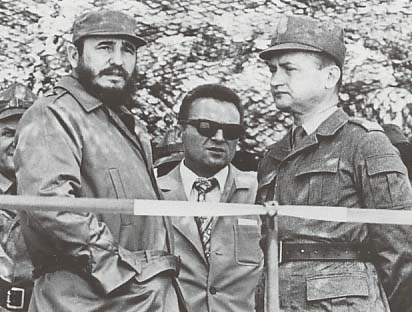
Лидер Кубы Фидель Кастро и министр национальной обороны ПНР Войцех Ярузельский на встрече в Варшаве в 1972 году

Одним из первых польских мигрантов, прибывших на Кубу, был Кароль Ролов, который стал генералом во время войны за независимость Кубы от Испании и сражался вместе с лидером движения за независимость Кубы Хосе Марти. Между 1920 и 1928 годами на Кубу прибыло несколько сотен польских семей, однако для большинства мигрантов Куба была промежуточной остановкой при переезде в Соединённые Штаты Америки (США). Примерно в это же время на Кубу прибыло 10 000 польских евреев. В 1927 году на Кубе был основан «Союз польского народа» для защиты интересов этой общины.
В 1933 году государства установили дипломатические отношения. После окончания Второй мировой войны Польша приняла коммунистическую систему управления. В январе 1959 года Фидель Кастро пришёл к власти на Кубе и начал устанавливать связи с коммунистическими странами. В 1960 году государства восстановили дипломатические отношения, и в том же году Куба открыла посольство в Варшаве. В сентябре 1960 года Фидель Кастро встретился с первым секретарём Польской Народной Республики (ПНР) Владиславом Гомулкой во время саммита Организации Объединённых Наций в Нью-Йорке. В 1962 году министр иностранных дел ПНР Адам Рапацкий посетил Кубу, став первым высокопоставленным польским чиновником, посетившим эту страну.
В 1972 году лидер Кубы Фидель Кастро посетил ПНР с официальным визитом. В январе 1975 года глава польского правительства, первый секретарь Эдвард Герек совершил официальный визит на Кубу. Куба и Польша установили прочные дипломатические связи во время холодной войны. С 1962 по 1988 год в Польше обучалось более 35 тысяч кубинцев.
В 1989 году после падения коммунизма в Польше контакты между государствами практически прекратились, поскольку польские политики стали заинтересованы в развитии отношений с США. В период с 1990 по 1995 год большинство поляков, проживающих на Кубе, вернулись в Польшу или иммигрировали в США. В 2009 году министр равноправия Польши Эльжбета Радзишевская предложила расширить закон, запрещающий производство фашистской и тоталитарной пропаганды, включая изображения кубинского революционного героя Эрнесто Че Гевары. В июне 2017 года министр иностранных дел Польши Витольд Ващиковский совершил официальный визит на Кубу, став первым высокопоставленным польским чиновником, посетившим эту страну за более чем 30 лет.

## Туризм и транспорт
В 2016 году 40 000 польских граждан посетили Кубу с целью туризма. Между Кубой и Польшей установлены прямые чартерные рейсы авиакомпании LOT.

## Торговля
В 2016 году объём товарооборота между государствами составил сумму 48,7 млн долларов США. Экспорт Кубы в Польшу: рыба и другие морепродукты, кофе, консервированные фрукты, алкогольные напитки и табак. Экспорт Польши на Кубу: молочные продукты, зерно, мясо, самолёты, запчасти и сельскохозяйственное оборудование.

## Дипломатические представительства
- Куба имеет посольство в Варшаве[12].
- У Польши есть посольство в Гаване[13].